# Prokop Švach
P. ThDr. Karel Prokop Švach OP (25. října 1907 Valašské Klobouky – 15. ledna 1975 Lukov) byl český římskokatolický duchovní, řeholní kněz, biblista, autor a překladatel náboženské literatury.

## Život
Občanským jménem se jmenoval Karel, jméno Prokop bylo jeho řádové řeholní jméno. Středoškolská studia absolvoval na gymnáziu u jezuitů v Praze Bubenči. Filosofii studoval v Olomouci. Ve studiu pak pokračoval na dominikánských studiích v Le Saulchoir v Belgii a Římě. Do Saulchoir odcestoval 3. září 1931. Zde přijal 1932 podjáhenské svěcení. Kněžské svěcení přijal 2. července 1933 v Římě. 17. června 1936 promoval v Římě na Angeliku na doktora teologie. V roce se stal 1936 profesorem exegeze Starého a Nového zákona a také redaktorem periodika Vítězové. Zároveň byl kronikářem a infirmářem v řádové dominikánské komunitě v Olomouci. V roce se stal 1941 promagistrem studií, profesorem kanonického práva, autorem traktátu De mysteriis Christi, vyučujícím homiletiky na generálním studiu a v semináři, magistrem konvršů, redaktorem periodika Růže dominikánská, přispíval do revue Na hlubinu, byl zpovědníkem a kronikářem v Olomouci. V roce 1942 byl promagistr studií, syndik, profesor, kronikář, infirmář a receptor hospitum v Olomouci. Poté byl uvězněn, kdy byl při plnění prokurátorského oficia vojenským soudem odsouzen na jeden a půl roku vězení. Tento trest odpykal v Bernau v Bavorsku. Tímto trestem byl připočten mezi válečné vězně. Z věznice v Bernau v horním Bavorsku byl propuštěn předčasně, neboť mu byl zkrácen trest o tři měsíce. 2. února 1945 přijel po svém propuštění do Prahy. 4. března 1945 odjel do Olomouce do dominikánské komunity. V roce 1946 byl podpřevorem, promagistrem studií, profesorem biblického úvodu a homiletiky, ředitelem 3. řádu v Protivanově a členem asociace politických vězňů v Olomouci. 6. února 1947 byl ustanoven převorem dominikánského kláštera v Litoměřicích a vyučoval exegezi Nového zákona v Litoměřicích. V roce 1950 po Akci K byl internován v klášteře v Broumově. Téhož roku před Vánoci však byl ustanoven administrátorem v České Třebové. V roce 1961 byl zbaven státního souhlasu a pracoval pak jako dělník v podniku Hedva v České Třebové. V roce 1967 po dovršení důchodového věku nastoupil jako duchovní správce Křížových sester v Lukově. Zemřel 15. ledna 1975 v Lukově u Zlína ve věku 67 let a 47 let od složení řeholních slibů.